# Anschlag in Paris am 12. Mai 2018

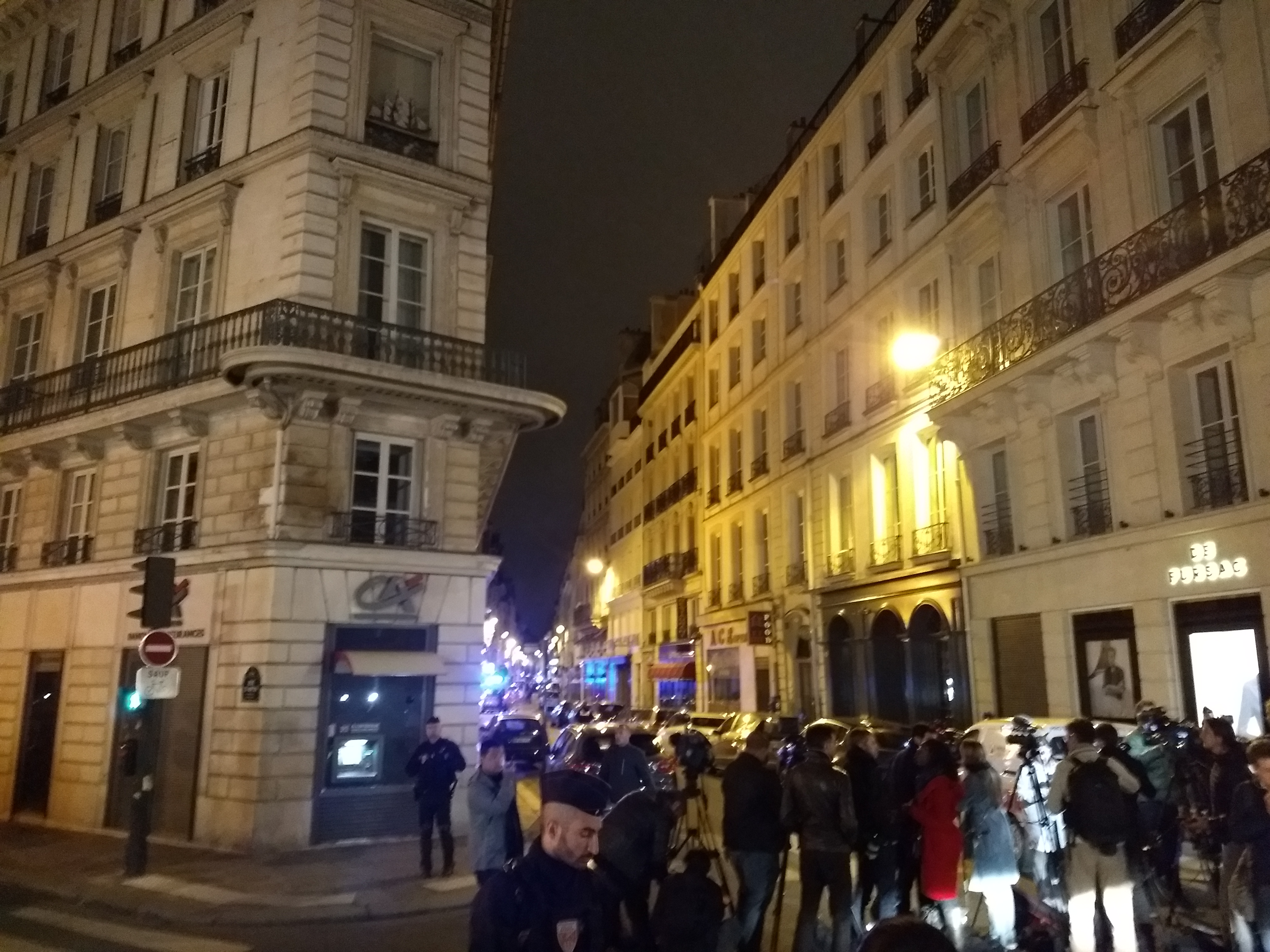
Polizeiabsperrung nach dem Anschlag

Bei dem Anschlag in Paris am 12. Mai 2018 wurden von einem islamistischen Attentäter mehrere Menschen mit einem Messer attackiert. Eine Person wurde getötet und vier weitere verletzt.

## Tathergang
Der Attentäter Khamzat Azimov stach gegen 21:00 Uhr an der Ecke Rue Monsigny und Rue Saint-Augustin im 2. Pariser Arrondissement, nahe der Oper, auf mehrere Passanten ein,  wobei er „Allahu Akbar“ skandierte. Eine Person starb, vier  weitere wurden verletzt. Beim Eintreffen der Polizei attackierte Azimov auch diese und wurde erschossen.

## Opfer
Bei dem Todesopfer handelte es sich um einen 29-jährigen Mann. Nach Angaben des französischen Innenministers Gérard Collomb befanden sich die weiteren vier Verletzten am 13. Mai bereits wieder außer Lebensgefahr.

## Täter
Khamzat Azimov wurde 1997 in Tschetschenien geboren und kam Anfang der 2000er-Jahre mit seiner Familie als Flüchtling nach Frankreich. Nachdem seine Mutter eingebürgert worden war, erhielt Azimov 2010 die französische Staatsbürgerschaft. Die DGSI führte Azimov ab 2016 als islamistischen Gefährder, nachdem Bekannte von ihm versucht hatten, zur Teilnahme am Bürgerkrieg in Syrien auszureisen. Azimov hatte sein Abitur in Straßburg abgelegt und war erst kürzlich mit seinen Eltern in die Hauptstadtregion gekommen.

## Reaktionen
Die Terrororganisation Islamischer Staat (IS) bekannte sich zu der Tat. Am Tag nach dem Anschlag tauchte ein vom IS-Nachrichtenkanal Amaq ins Internet gestelltes Video in sozialen Netzwerken auf, das Azimov zeigen soll. In dem Video schwört ein junger Mann mit halbverhülltem Gesicht auf Französisch dem IS-Chef Abu Bakr al-Baghdadi die Treue, begründet seine Tat mit französischen Luftangriffen auf Muslime und ruft Glaubensbrüder in Europa zu weiteren Angriffen auf.
Der französische Staatspräsident Emmanuel Macron verurteilte den Anschlag als Tat eines „Terroristen“ und lobte das Eingreifen der Polizei, „die den Terroristen neutralisiert“ habe. Angesichts vorangegangener islamistischer Anschläge stellte Macron fest: „Erneut hat Frankreich einen Blutpreis zahlen müssen.“
Der NRW-Innenminister Herbert Reul forderte einen besseren Informationsaustausch zwischen den Nachrichtendiensten.